# Tseng Li-Cheng
Dans ce nom chinois, le nom de famille, Tseng, précède le nom personnel.
Tseng Li-Cheng, née le 26 décembre 1986, est une taekwondoïste taïwanaise.

## Carrière
Tseng Li-Cheng est médaillée de bronze aux Jeux olympiques d'été de 2012 à Londres dans la catégorie des moins de 57 kg, après avoir été éliminée en demi-finales par la Britannique Jade Jones.